# Ośrodek Zapasowy Wileńskiej Brygady Kawalerii
Ośrodek Zapasowy Wileńskiej Brygady Kawalerii (OZ Wileńskiej BK) – oddział kawalerii Wojska Polskiego.
Ośrodek Zapasowy Wileńskiej Brygady Kawalerii w Wołkowysku nie istniał w organizacji pokojowej Wojska Polskiego. Był jednostką mobilizowaną zgodnie z planem mobilizacyjnym „W”, w I rzucie mobilizacji powszechnej przez szwadron zapasowy 4 pułk ułanów. W niektórych publikacjach używano też nazw: Ośrodek Zapasowy Kawalerii „Wołkowysk” lub Ośrodek Zapasowy Kawalerii „Nowa Wilejka”.

## Formowanie i przekształcenia organizacyjne
Mobilizację Ośrodka Zapasowego Wileńskiej Brygady Kawalerii rozpoczęto z chwilą ogłoszenia mobilizacji powszechnej 31 sierpnia 1939 w koszarach szwadronu zapasowego 4 pułku ułanów w Wołkowysku. Ośrodek miał być formowany według organizacji wojennej L.3027/mob.org., ukompletowany zgodnie z zestawieniem specjalności L.3027/mob.AR oraz uzbrojony i wyposażony zgodnie z wojennymi należnościami materiałowymi L.3027/mob.mat.. W skład ośrodka miały wejść Oddziały Zbierania Nadwyżek 4 pułku ułanów, 13 pułku ułanów, 23 pułku ułanów. Zmobilizowane w swoich macierzystych garnizonach po wyjeździe pułków Wileńskiej Brygady Kawalerii w rejon przygraniczny do składu Armii „Prusy”. Ośrodek miał za zadanie uzupełniać składy osobowe 4 puł.,13 puł., 23 puł. oraz wszystkich pododdziałów kawalerii ze składu Wileńskiej BK: 3 szwadronu kolarzy, 3 szwadronu łączności i 7 szwadronu pionierów. Dodatkowo miał zadanie formować uzupełnienia dla szwadronów kawalerii dywizyjnej nr 1, 19, 29 i 44, a także szwadronów kawalerii KOP w północno-wschodnim rejonie kraju. Od chwili wejścia w życie mobilizacji powszechnej 31 sierpnia 1939, do siedziby ośrodka w koszarach szwadronu zapasowego 4 i 13 pułków ułanów w Wołkowysku oraz koszarach 3 pułku strzelców konnych przybywali mający karty mobilizacyjne oficerowie, podchorążowie, podoficerowie i szeregowi rezerwy. Ponadto dowództwo Ośrodka formowano o kadry szwadronów zapasowych 4 i 13 puł. w Wołkowysku i 23 puł. w Grodnie. Z uwagi że zmieniono miejsce formowania OZ Wileńskiej BK z Wołkowyska do Nowej Wilejki i koszar 13 puł., wszystkie Oddziały Nadwyżek z 4 puł. z Wilna i 23 puł. z Postaw oraz zebrane kadry i rezerwiści z Wołkowyska w szwadronach zapasowych udali się do Nowej Wilejki. Od 9 września koszary w Wołkowysku zajął Ośrodek Zapasowy Podlaskiej i Suwalskiej Brygad Kawalerii z Białegostoku. Planowany skład ośrodka:                
- dowództwo,
- szwadron gospodarczy,
- 4 szwadrony liniowe,
- szwadron km,
- pluton pionierów,
- pluton łączności,
- pluton kolarzy[2].

Dowództwo Ośrodka sprawował ppłk Józef Grad-Soniński. W Nowej Wilejce skoncentrowano całość Ośrodka.

## Działania bojowe
14 września na rozkaz Naczelnego Wodza wraz z Grupą Grodno wysłano w kierunku Lwowa transportem kolejowym tzw. „Wileński Dywizjon Kawalerii” w składzie trzech szwadronów liniowych (jeden z 4 puł. i dwa z 23 puł.), plutonu ckm i plutonu łączności. Dywizjon pod dowództwem rtm. Wacława Ursyna-Szantyra wziął udział w obronie Lwowa. Po agresji wojsk sowieckich 17 września z zasobów ośrodka sformowano dywizjon kawalerii pieszej (batalion OZ Wileńskiej BK) pod dowództwem mjr. st. sp. Michała Nowickiego z trzema-czterema szwadronami, który wszedł w skład odcinka ppłk. Jana Pawlaka i bronił się na Antokolu w Wilnie w rejonie kościoła św. Piotra i Pawła  od 18 września. Dodatkowo sformowano szwadron kolarzy, pluton pionierów i pluton  ckm, które oddano pod dowództwo dowódcy ppłk Tadeusza Podwysockiego. W nocy ok. godz. 22.00 dywizjon wraz z pozostałą częścią OZ Wileńskiej BK wyjechał autobusami do Mejszagoły, celem zorganizowania obrony. Inne jednostki garnizonu Wilna wycofały się w kierunku Zawias i Mejszagoły. 20 września większość żołnierzy dywizjonu/batalionu OZ Wileńskiej BK przekroczyło granicę litewską. Na północ od Wilna toczyły walki z sowietami jednostki Ośrodka, 5 szwadron por. rez. Mirosława Gajewskiego z dywizjonu mjr. Nowickiego walczył w Święcianach, poległ jego dowódca. W Pohulance do niewoli sowieckiej dostał się szwadron koni remontowych OZ rtm. Jana Gabarskiego. 21 września w lesie w pobliżu sioła Wierchbezdany dostał się do niewoli szwadron rtm. rez. Mieczysława Janusza z OZ Wileńskiej BK. 

## Obsada personalna OZ Wileńskiej Brygady Kawalerii
Dowództwo
- dowódca - ppłk Józef Grad-Soniński
- zastępca dowódcy - mjr Kazimierz Zaorski
- adiutant ośrodka - rtm. Apolinary Walerian
- oficer ordynansowy - ppor. Jerzy Jeziorański
- kwatermistrz - mjr Kazimierz Choroszewski
- oficer żywnościowy - por. Stanisław Werner
- oficer gospodarczy - ppor. Jan Janczukowicz
- lekarz weterynarii - kpt. lek. wet. Witold Czarnocki
- kapelan - ks. Nikodem Dubrawka

Jednostki bojowe sformowane na bazie OZ Wileńskiej BK
Wileński dywizjon marszowy kawalerii „Nowawilejka”
- dowódca dywizjonu - rtm. Wacław Ursyn-Szantyr(+do 16 IX 1939)[10]
- dowódca szwadronu marszowego OZ 23 puł. - rtm. Wacław Ursyn-Szantyr (+do 16 IX 1939)
- dowódca szwadronu marszowego OZ 23 puł. - por. Konrad Szuman-Szumski
- dowódca szwadronu marszowego OZ 4 puł. - rtm. rez. dr Jerzy Zdzisław Gąsiorowski

Dywizjon kawalerii pieszej OW Wilno
- dowódca dywizjonu - mjr st. sp. Michał Nowicki
- dowódca 2 szwadronu pieszego OZ - por. Zygmunt Barcicki
  - dowódcy plutonów: ppor. Aleksander Kuczyński, ppor. Paweł Delalicz de Laval, ppor. Mieczysław Gładysz, ppor. Edward Jankowski
- dowódca 3 szwadronu pieszego OZ - rtm. st. sp. Witold E. Uklański
- dowódca 4 szwadronu pieszego OZ - rtm. Andrzej Brochocki
  - dowódcy plutonów: ppor. Aleksander Popławski, por. Władysław Rogalewicz, ppor. Bolesław Halik, ppor. Zbigniew Janowski
- dowódca 5 szwadronu pieszego OZ - por. Mirosław Gajewski
  - dowódcy plutonów: ppor. Zygmunt Dzierżewicz, ppor. Mikołaj Suszyński, ppor. Stanisław Czaplicki

dowódca szwadronu kolarzy OZ - rtm. Wacław Myzia
- dowódcy plutonów: por. Tadeusz Tyczyński, ppor. Stefan Sobkiewicz

dowódca plutonu ckm OZ - ppor. Bohdan Kopeć
- oficer młodszy - ppor. Edmund Kowalewski

dowódca plutonu pionierów - por. Adam Kierski
Grodzieński dywizjon marszowy kawalerii
- dowódca dywizjonu - rtm. Bernard Romanowski
- dowódca szwadronu marszowego 3 pszw. -
- dowódca szwadronu marszowego 25 pul. - ppor. Romańczuk